# Кліо (Рібера)
«Муза історії Кліо»  — картина на античний сюжет іспано-італійського художника Хосе де Рібери (1591–1652).

## В Іспанії 17 ст
Ще в 19 столітті дослідник іспанської літератури зі США Джордж Тікнор назвав і розцінив іспанське 17 століття як «Золоте століття». Цю назву підхопили і зробили майже штампом.
«Золоте століття» іспанської культури, однак, ніяк не збігається з календарними межами 17 століття, хоча саме тоді відбувся пік розвитку і іспанської літератури, і іспанського образотворчого мистецтва. А їх мистецькі здобутки отримали світове визнання. Але в політиці і економіці це були вже не найкращі часи для імперії.
Крізь руки іспанських можновладців текла річка золота та срібла, вивезеного з американських колоній. Цими коштами сплачували постійні війни в Америці та в Європі, але й підживлювали національну культуру. В Іспанії розгорнулося масове будівництво палаців, монастирів і соборів, замовлялись картини відомим художникам, національним та іноземним. Але консерватизм управління та відсутність далекоглядності в політиці значно загальмували економічний та промисловий розвиток країни майже на 200 років. Коштовна річка золота та срібла осідала не в Іспанії, а в розвинених державах Європи, де розпочав свій шлях первісний капіталізм — в Голландії та Фландрії, в Британії, Франції. Культурний пік іспанського мистецтва не збігався з економічним розвитком країни, яка слабшала і невпинно сповзала в політичну та економічну кризу. В країні почалися пошуки винних, лютувала інквізиція, посилювався тиск цензури. В країні було зроблено декілька спроб заборонити навіть твори Сервантеса та Лопе де Вега, слава яких перетнула кордони самої Іспанії і стала вже надбаням культури європейської. Могутність Франції зросла настільки, що наприкінці 17 століття Іспанією почав керувати французькі політики-ляльководи. На початку 18 століття Франція виграє війну за Іспанський спадок і віддають іспанський трон французу з родини Бурбонів.
Покажчиками кризи 17 століття стануть і військові поразки Іспанії — * на моріі — проти Британії,
- на континенті — проти Голландії,
- на Піренейському півострові проти Португалії. У 1640 від Іспанії відокремилася Португалія, що відновила свою незалежність і державність.

Золоте століття Іспанії завершилося без жодної значної фігури в політиці, літературі, мистецтві. Тільки наприкінці 18 століття іспанське мистецтво частково реабілітував лише Франсіско Гойя.
В іспанському живописі 16 століття практично не створювали картин з античними сюжетами . Адже не вітались зображення із оголеною натурою. Розробляти подібні сюжети почали поодинокі смиливці 17 століття, серед яких Франсіско де Сурбаран та Хосе де Рібера.
В життєпису Рібери є темний, невизначений період, що припадає на його молодість і таємниче зникнення з Іспанії та переселення до Італії. Вільний дух Італії, пошана до здобутків давньоримської історії і ренесансний культ пластичної краси людського тіла підкорили і Ріберу. Тоді і він звернувся до створення картин з персонажами античності. Серед перших була (або могла бути) картина «Муза історії Кліо».

## Опис картини
Музу Кліо зазвичай зображували у вигляді молодої жінки з лавровим вінцем на голові та трубою, котрою муза сповіщала славу видатних осіб минулого. Все це використав і Хосе де Рібера. Але для музи обрав реальну жінку з досить індивідуальним обличчям, далеким від холодних канонів академічних красунь. Досить індивідуальним був і її одяг, що нагадував одяг італійок-неополітанок. Ніщо в обличчі чи одязі Кліо Рібери — не нагадувало давньогрецьких Кліо. Муза історії у художника водночас реальна жінка з дещо розпатланим волоссям і сукнею, котра сміливо сповзла з плеча. Але автор підсилив алегоричність образу лавровим вінцем, томом з написом «Thucudides» (Фукідід) і червоним плащем. В живопису активно використані художні знахідки Караваджо — темне тло і сильне бічне освітлення, що вигідно висвітило яскраві сині, білі, коричневі та червоні фарби. Підпис створено монограмою праворуч, як він підписував і власні офорти.